# Гнилецький монастир
Пречистенський або Гнилецький монастир — православний монастир XII століття на околиці давнього Києва, у склад монастира входять печери XI століття. Храм імені Різдва Пресвятої Богородиці. Сучасна назва місцевості — Церковщина.

## Географія
У напрямку Обухівського шосе, за Китаєвим, між трьох сіл: Чапаєвка (Віта Литовська), Пирогів й Лісники розшташовується мережа підземних печер, схожих до лаврських на місцевості Гнилеччина або Гнилець (Церковщина).

## Історія

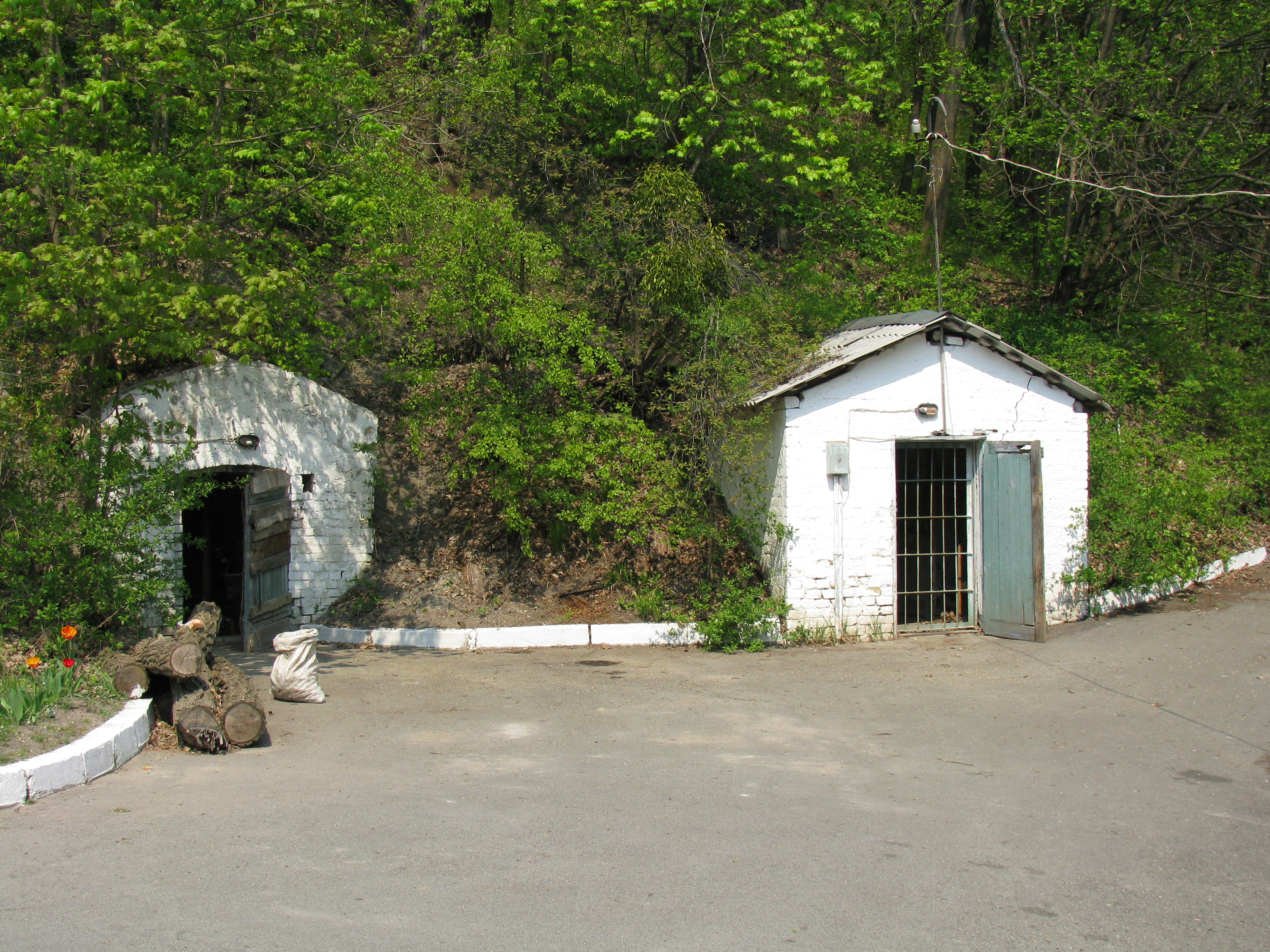
Вхід до Феодосієвих печер Гнилецького монастиря

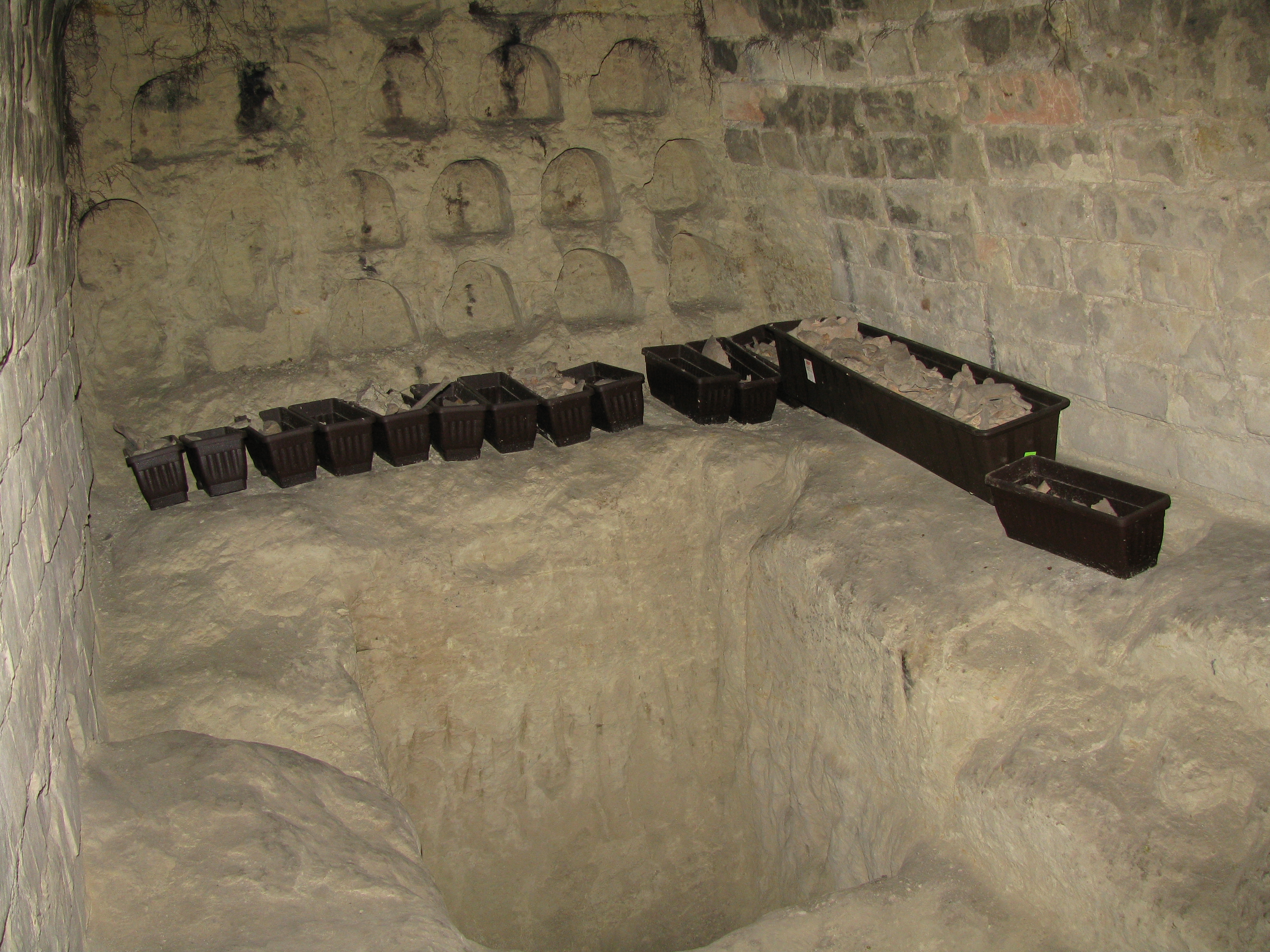
Феодосієви печери Гнилецького монастиря

З писемних джерел, Феодосій Печерський інколи, під час Великого посту, для молитви на самоті приходив сюди у монастирське село. Приблизно XI–XII століття утворюється чоловічий Пречистенський або Гнилецький монастир, ймовірно заснований ченцями з Києво-Печерської Лаври, яким подобалося бути на самоті. На початку ченці збудували підземну церкву і келії, а вже у ХІІ столітті звели наземну церкву в честь Пресвятої Богородиці. Великих руйнувань храм зазнав під час монгольської навали, та невдовзі її було відновлено. Однак в XIV столітті церкву хан Адигей, чи хан Менглі-Гірей сплюндрували і вона припинила своє існування, а околиці вкрилися лісом. Перша записана згадка про храм записав київський митрополит Йосиф II Солтан у своїй грамоті XVI століття, згідно якої право на тимчасове володіння територією переходило Видубицькому монастиреві. Від українських гетьманів Богдана Хмельницького, Юрка Хмельницького та Петра Дорошенка він отримав право повного володіння місцевістю. Протягом всього часу залишки Богородицької церкви розбирали для господарств місцеві жителі. Відійшла до казни у 1786 році. Відновлення храму розпочали 1900 року і за проєктом єпархіального архітектора Є.Ф. Єрмакова спочатку звели дерев'яну церкву, а незабаром обклали її цеглою, завершили будівництво 1902 року. Потім спорудили на біля церкви пекарню, братський корпус і поварню. Далі ченці відродили старий печерний Феодосіївський храм і розчистили по можливості печери. 17 липня 1907 року розпочали будівництво ще одної церкви з бічними вівтарями. Біля монастира з 1922 року знаходилася поряд колонія для малолітніх злочинців, але вже через 6 років більшовики зачинили монастир. Коли відбулася німецька окупація, вона поновила роботу, та не надовго, пізніше у її приміщенні розмістили лікарню, а уже починаючи з 1969 року — санаторій «Вільний хутір», що працює і понині. У печерному храмі 27 серпня 1999 року поновилися богослужіння. 2001 року монастир домігся отримати у власне розпорядження незакінчену Миколаївську церкву, яку почали будувати ще 1907 року, щоб добудувати її.

## Сучасний стан
Наразі на території монастиря діє Лікарня відновного лікування Міністерства внутрішніх справ України. Відновлено печерний комплекс та культові споруди монастиря. Сучасний монастир носить назву Різдва Богородиці.

## Керівництво
Ігуменом монастиря є єпископ Тихон (Софійчук).